# أماندا ماري
أماندا ماري (بالإنجليزية: Amanda Marie)‏ هي فنانة ورسامة أمريكية، ولدت في 1981.